# Hino Profia
Hino Profia / Hino 700 Серії — це вантажні автомобілі, що виробляються компанією Hino Motors з 1981 року.

## Опис

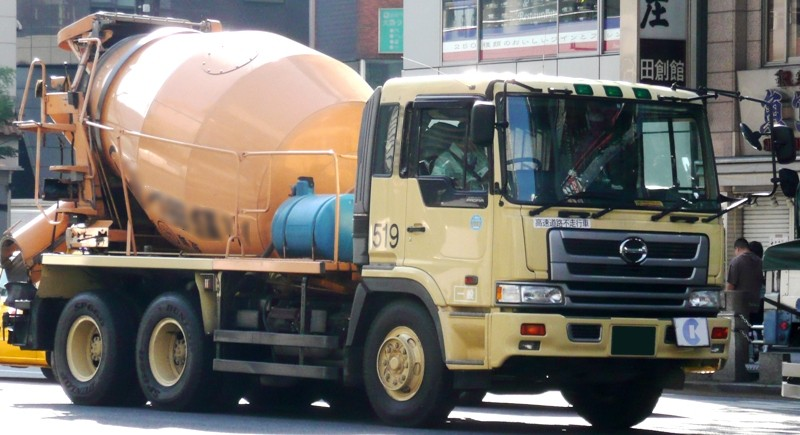
Hino Super Dolphin Profia

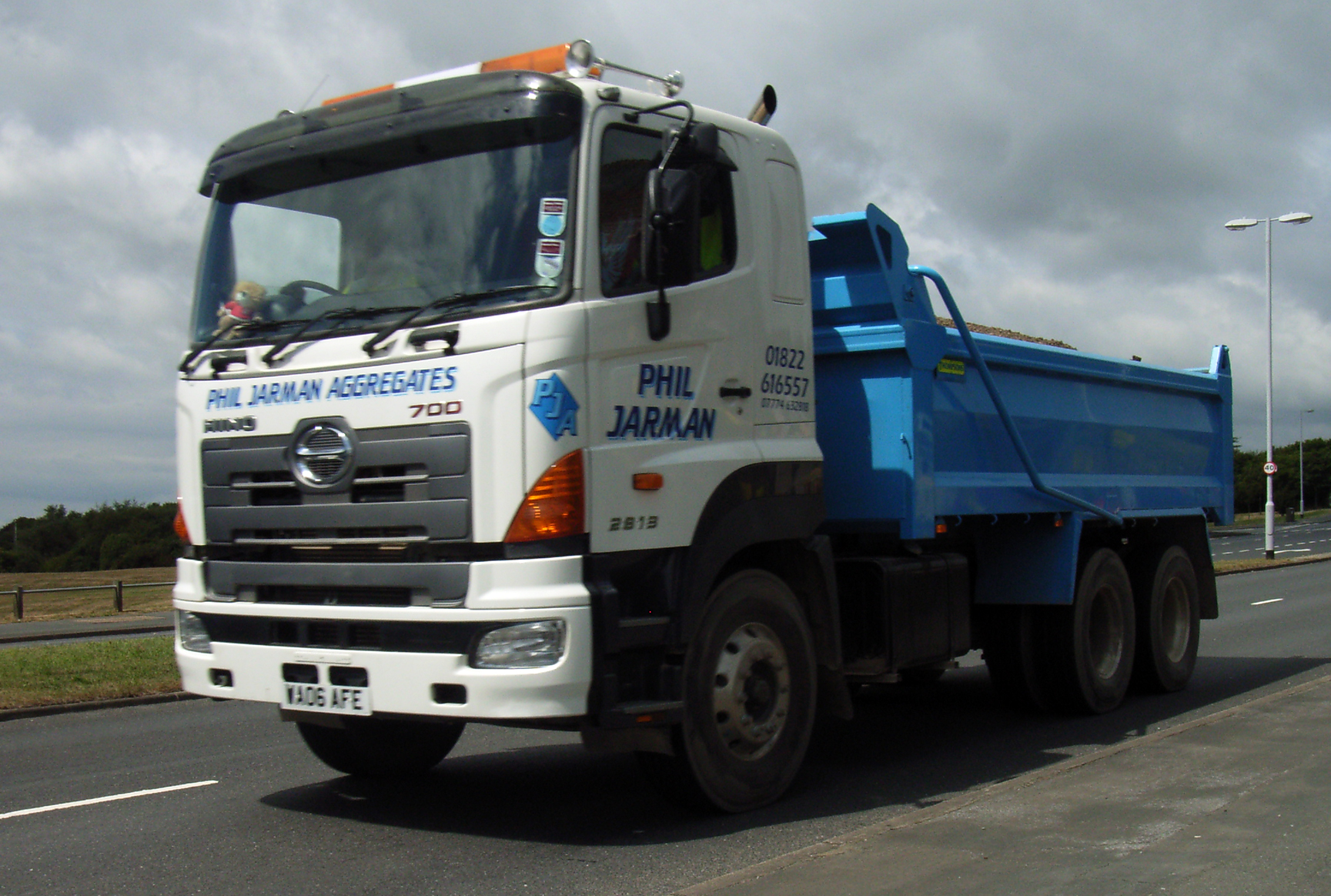
Hino Profia І (1981-2017)

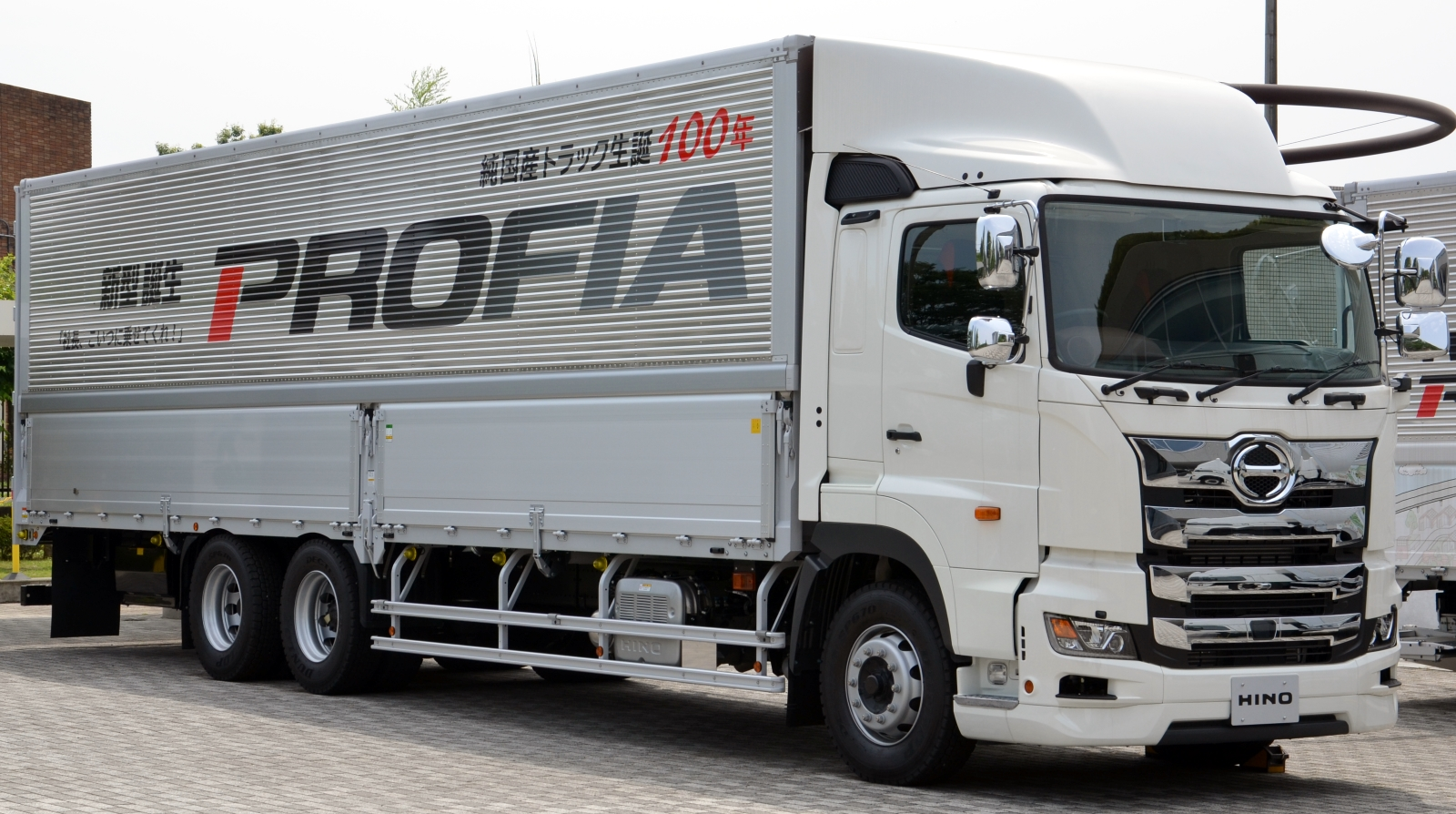
Hino Profia ІІ (з 2017)

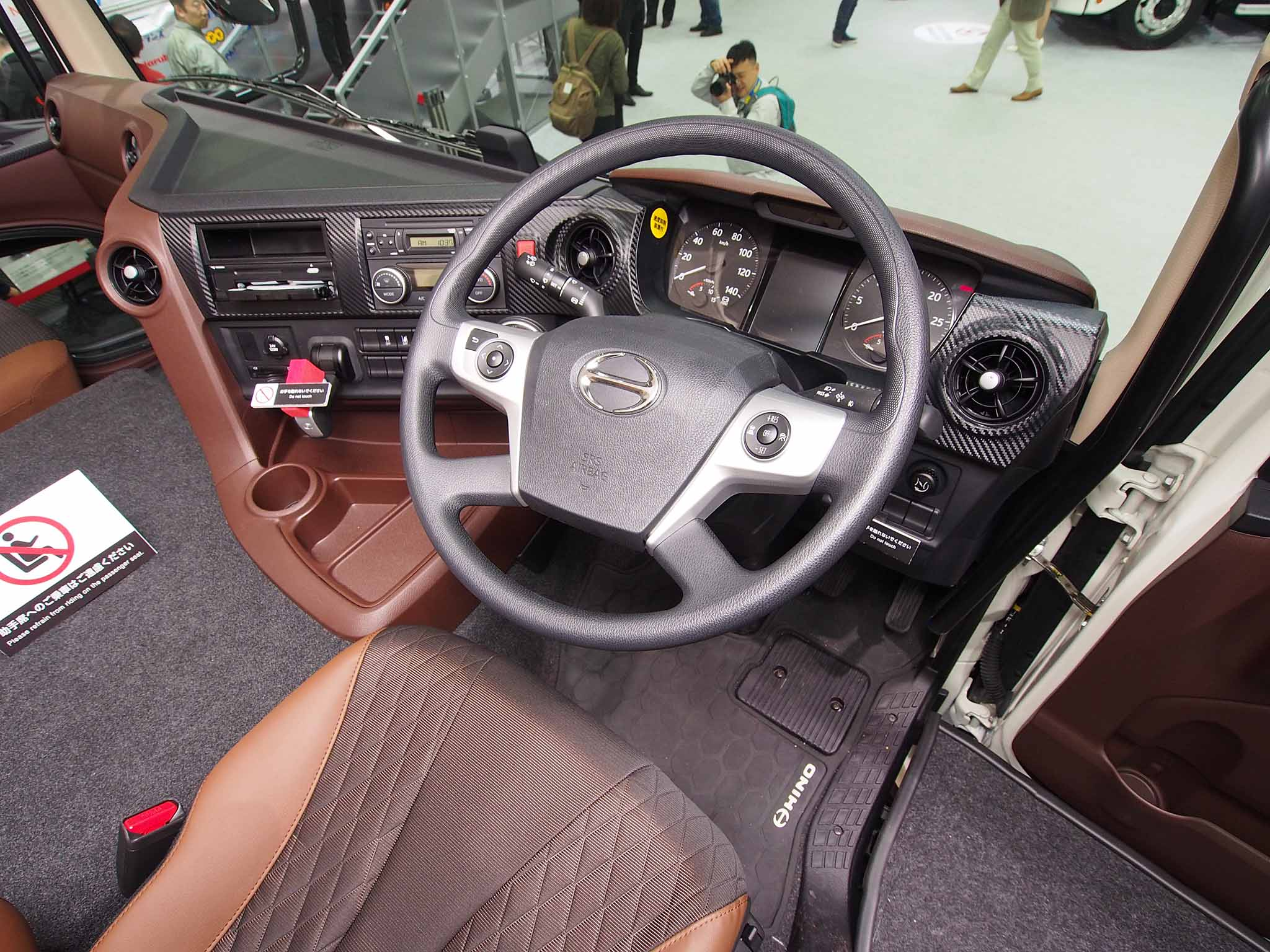

Цю серію становлять одиночні вантажівки моделей FH, FN, FQ, FR, FS, FW і GN з колісними формулами 4x2, 6x2, 6x4 і 8x4 і габаритної довжиною 11,1-12,0 м. При повній масі 15,6-25,0 т. їх вантажопідйомність з бортовою платформою становить 8,8-16,2 т. На одиночних вантажівках Super Dolphin Profia встановлюються рядні 6-циліндрові дизелі (10,5 і 12,9 л., 300-410 к.с.), механічні 6 — або 7-ступінчасті коробки передач. Підвіска, як правило, ресорна, але пропонується і задня пневматична. Серія включає також сідлові тягачі SS (4x2) і SH (6x4) з допустимим навантаженням на сідло 10 і 18 т. На них використовуються ті ж дизелі потужністю від 350 до 520 к.с. Коробка передач — механічна 7 — або 16-ступенева, а також автоматизована 12 — або 16-ступенева ProShift з режимом ручного вибору передачі.

### Фейсліфтинг 2017
5 квітня 2017 року дебютувала оновлена Profia. Нова модель стала значно безпечнішою, а також отримала систему ICT (Information Communication Technology) і PCS (Pre-Collision Safery System). PCS оберігає від наїздів на пішоходів і зіткнення з припаркованими автомобілями за допомогою спеціального радара і сенсорів. Це перше оновлення моделі Profia за останні 14 років. Вантажівки Hino вперше отримали обидві ці технології.
Дизайнери компанії додали зовнішності вантажівки більш сучасний і стильний дизайн. Інтер'єр також оновили. Тут тепер нові сидіння і 7-дюймовий дисплей. Новий Profia 2017 року тепер оснащується 9-літровим 380-сильним двигуном, який являє собою зменшену версію 13-літрового силового агрегату потужністю 410 к.с. (який доступний в якості опції). Завдяки йому, Profia тепер відповідає екологічним нормам FY2010. Повна маса - 25 т.

## Модельний ряд
- FH 4x2
- FN 6x2 подвійна передня вісь
- FQ 6x4 з низькою підлогою
- FR 6x2 подвійна задня вісь
- FS 6x4
- FW 8x4 з низькою підлогою
- FY 8x4
- SH 4x2 тягач
- SS 6x4 тягач
- SV 6x4 тягач

## Двигуни
- A09C (6 циліндрів) 270–380 к.с.
- E13C (6 циліндрів) 340–520 к.с.
- F17D (8 циліндрів) 310–570 к.с.
- K13C (6 циліндрів) 290–560 к.с.
- K13D (6 циліндрів) 340–380 к.с.
- P11C (6 циліндрів) 230–360 к.с.
- F20C (8 циліндрів) 330–360 к.с.
- F21C (8 циліндрів) 390–430 к.с.
- F22C (10 циліндрів) 440 к.с.
- F23D (10 циліндрів) 520 к.с.

## Зноски
1. ↑  Hino PROFIA. Архів оригіналу за 29 березня 2008. Процитовано 11 квітня 2010. [Архівовано 2008-03-29 у Wayback Machine.]